# Pabst Blue Ribbon

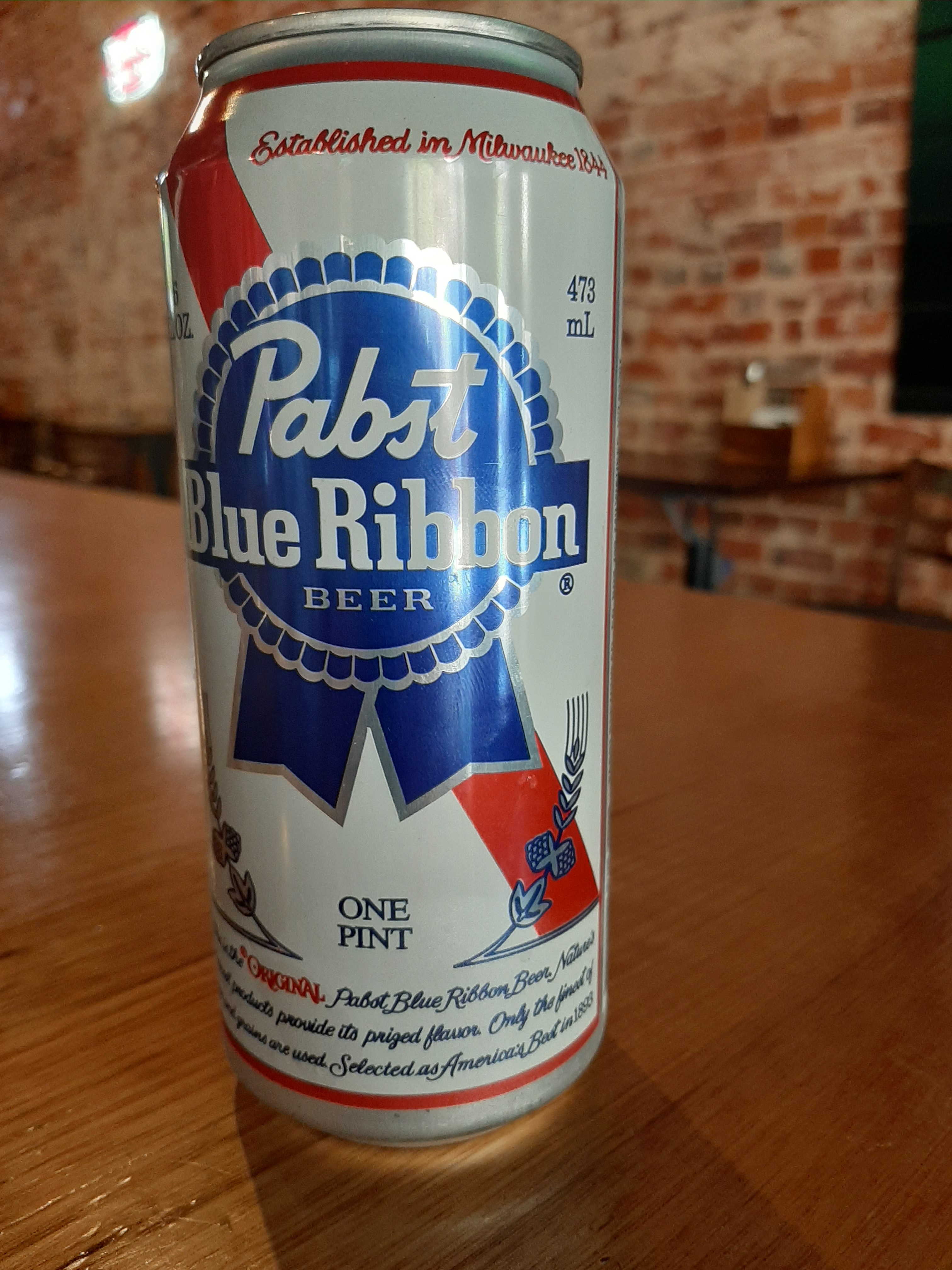
Eine Dose Pabst Blue Ribbon

Pabst Blue Ribbon ist eine Biermarke aus den USA des Unternehmens Pabst Brewing Company. Ursprünglich in Milwaukee gegründet, befindet sich die Brauerei derzeit in San Antonio. Unter dem aktuellen Namen wird das Bier seit 1882 auf dem nordamerikanischen Markt vertrieben. Davor hieß die Marke seit der Gründung im Jahr 1844 Best Select und wurde anschließend noch einmal in Pabst Select umbenannt. Den aktuellen Namen trägt die Marke aufgrund des blauen Bandes um die Produkte zwischen 1882 und 1916. Er wurde 1895 kreiert. Das blaue Band soll eine Gewinnerschleife symbolisieren.
PBR ist berühmt für den Werbespruch „PBR me ASAP“.